# 레드불 페이퍼 윙스
레드불 페이퍼 윙스(Red Bull Paper Wings)는 전 세계 80여개국이 참가하는 종이비행기 국제 대회이다. 대학생이면 누구나 쉽게 참여할 수 있는 한편 뛰어난 기록을 위해서는 공기역학에 대한 이해를 바탕으로 창의력과 집중력, 신체능력 등 다양한 능력이 요구되는 대회다. 한국은2015년과2022년에 출전하였으며 2022년에 이승훈선수가 우승을했다
레드불 페이퍼 윙스는 2006년에 총 48개국이 참가하며 최초로 시작됐으며, 이후 3년마다 개최하며 대회 규모를 점차 확대해 왔다. 2012년 대회에는 총 83개국에서 3만7000명 이상이 참가한 바 있으며, 대회 최고 기록은 멀리 날리기 61.11m, 오래 날리기 16.39초다.
지난 2015년 대회에는 총 80개국에서 535번의 예선전이 열렸으며 약 46,000명이 참가하였다. 각 부문별 월드 챔피온의 기록은 멀리 날리기 53.22미터, 오래 날리기 14.36초, 곡예비행 40/40점이다. 한편, 현재 기네스북에 등재된 종이비행기 세계 기록은 멀리 날리기 88.318m, 오래 날리기 29.2초다.

## 대회 방식
대회 종목은 멀리 날리기(Longest Distance)와 오래 날리기(Longest Airtime), 곡예비행(Aerobatics)의 세 종목으로 나누어 진행되며, 종이비행기 세계 기록 갱신을 목표로 종이 규격과 접는 방법, 대회 장소와 규칙 등을 모두 세계 종이비행기 협회와 기네스북 조건에 맞춰 진행하는 것이 특징이다.

## 역대 대회정보
| 연도 | 회                                  | 대회 장소             | 멀리날리기 우승자                | 오래날리기 우승자                         | 곡예비행 우승자                      |
| ---- | ----------------------------------- | --------------------- | -------------------------------- | ----------------------------------------- | ------------------------------------ |
| 2006 | 2006 레드불 페이퍼 윙스 세계 결승전 | 오스트리아 잘츠부르크 |                                  |                                           |                                      |
| 2009 | 2009 레드불 페이퍼 윙스 세계 결승전 | 오스트리아 잘츠부르크 |                                  |                                           |                                      |
| 2012 | 2012 레드불 페이퍼 윙스 세계 결승전 | 오스트리아 잘츠부르크 | 체코 Tomas BECK (50.37m)         | 레바논 Elie CHEMALY (10.68초)             | 레바논 Avedis TCHAMITCHIAN (50/50점) |
| 2015 | 2015 레드불 페이퍼 윙스 세계 결승전 | 오스트리아 잘츠부르크 | 불가리아 Veselin IVANOV (53.22m) | 아르메니아 Karen HAMBARDZUMYAN (14.36 초) | 레바논 Avedis TCHAMITCHIAN (50/50점) |

## 한국 대회정보
| 연도 | 회                                  | 대회 장소                 | 멀리날리기 우승자        | 오래날리기 우승자         | 곡예비행 우승자           |
| ---- | ----------------------------------- | ------------------------- | ------------------------ | ------------------------- | ------------------------- |
| 2015 | 2015 레드불 페이퍼 윙스 한국 결승전 | 서울 SK올림픽핸드볼경기장 | 대한민국 김영준 (37.61m) | 대한민국 이정욱 (14.19초) | 대한민국 이승훈 (29/30점) |

■ 심사위원
| 연도 |   | 이름   | 소개                 |
| ---- | - | ------ | -------------------- |
| 2015 | 1 | 이희우 | 한국종이비행기협회장 |
| 2015 | 2 | 한재관 | RC모형비행기 조종사  |
| 2015 | 3 | 김기헌 | 비보이 디퍼 (Differ) |